# Gabinet Servais
El Gabinet Servais va formar el govern de Luxemburg del 3 de desembre de 1867 al 26 de desembre de 1874. Es va reorganitzar en quatre ocasions.

## Composició

### 3 de desembre de 1867 a 30 de setembre de 1869
- Emmanuel Servais: Ministre d'Estat, Cap de govern, Director General d'Afers Exteriors
- Édouard Thilges: Director General d'Afers Comunals
- Henri Vannerus: Director General de Justícia
- Jean Colnet d'Huart:Director General d'Hisenda

### 30 de setembre a 12 d'octubre de 1869
- Emmanuel Servais: Ministre d'Estat, Cap de govern, Director General d'Afers Exteriors provisionalment d'Hisenda
- Édouard Thilges: Director General d'Afers Comunals
- Henri Vannerus: Director General de Justícia

### 12 d'octubre de 1869 a 7 de febrer de 1870
- Emmanuel Servais: Ministre d'Estat, Cap de govern, Director General d'Afers Exteriors
- Édouard Thilges: Director General d'Afers Comunals
- Henri Vannerus: Director General de Justícia
- Georges Ulveling: Director General d'Hisenda

### 7 de febrer de 1870 a 25 de maig de 1873
- Emmanuel Servais: Ministre d'Estat, Cap de govern, Director General d'Afers Exteriors
- Henri Vannerus: Director General de Justícia
- Georges Ulveling: Director General d'Hisenda
- Nicolas Salentiny: Director General de l'Interior

### 25 de maig de 1873 a 26 de desembre de 1874
- Emmanuel Servais: Ministre d'Estat, Cap de govern, Director General d'Afers Exteriors
- Henri Vannerus: Director General de Justícia
- Nicolas Salentiny: Director General de l'Interior
- Victor de Roebe: Director General d'Hisenda

## Política exterior
El tractat de Londres de 1867 requerió a Luxemburg per demolir la seva fortalesa, i ho va declarar un estat neutral. Aquesta va ser una solució a la crisi de Luxemburg, que gairebé havia portat a la guerra entre França i Prússia.
El gabinet Servais va haver de seguir les estipulacions del tractat, i carregar amb els seus costs. La demolició les fortificacions es va allargar fins al 1883, i amb un cost d'1.798.000 francs. La venda dels terrenys a particulars només cobria part dels costs, i això va constituir un drenatge massiu en el pressupost de l'Estat. Una comissió del govern va planejar l'expansió de la Ciutat de Luxemburg, ara que ja no estava limitada per la fortalesa, amb noves avingudes i bulevards i un cinturó verd de parcs. La llei de 1868 va crear un cos de caçadors luxemburguès, per mantenir la seguretat i l'ordre. Estava compost per 19 oficials i 587 soldats.
El compliment de les obligacions del Tractat no deslliuro a Luxemburg d'una altra crisi internacional. El 1870, la guerra francoprussiana va esclatar, i diversos incidents van amenaçar la neutralitat del país. La població estava obertament del costat dels francesos, i els empleats de la Compagnie des chemins de fer de l'Est van subministrar a la guarnició de Thionville una sortida a través del tren de Luxemburg. Encara que això no va ser aprovat pel govern, el canceller prussià Otto von Bismarck va declarar que l'exèrcit prussià ja no se sentiria obligat per l'estat neutre del Gran Ducat. Una altra ocupació estrangera semblava imminent, i Servais va refutar enèrgicament les acusacions prussianes. Al final, després de la derrota francesa, l'acabat de crear Imperi Alemany es va acontentar amb el control dels ferrocarrils luxemburguesos. Els ferrocarrils francesos es van veure obligats a cedir el control de la xarxa ferroviària de Luxemburg als alemanys. El Govern de Luxemburg es va oposar a això.

## Política interior
La dissolució de la Confederació Alemanya després de la guerra austroprussiana de 1866 va permetre al gabinet Servais de Luxemburg donar l'esquena al model polític alemany que havia estat imposat pel cop d'Estat de 1856, i fer una revisió de la constitució. La Constitució de 1868 va ser resultat de tornar a introduir un compromís entre el text republicà de 1848, i la carta monàrquica de 1856, responsabilitat ministerial i la votació anual en impostos. La Constitució garantia les llibertats civils bàsiques, com la llibertat d'impremta i la llibertat d'associació. Al mateix temps, al sobirà se'l havien concedit diverses prerrogatives importants. Després de 1848, el govern i la legislatura havien bloquejat algunes qüestions constitucionals. La constitució de 1868 va restablir un cert equilibri entre aquestes dues institucions.
Des del Gran Ducat de Luxemburg s'havia fet un Vicariat apostòlic el 1840, la necessitat d'una nova definició havia anat creixent en les relacions entre església i estat. Les autoritats civils es van sentir menyspreades quan el 1870 Roma va prendre la iniciativa de crear una diòcesi i nomenar Nicolas Adames com el primer bisbe de Luxemburg. El govern, primer es va negar a reconèixer la decisió del Vaticà. El 1872, finalment, es va presentar un projecte de llei per establir legalment el bisbat. A la llei, que va ser aprovada el 30 d'abril de 1873, s'estipulava que el bisbat només podia ser ocupat per un luxemburguès, i el bisbe va haver de fer un jurament de lleialtat al monarca.

## Política econòmica
Durant el temps del gabinet Servais al govern, es van veure els inicis de la indústria de l'acer modern a Luxemburg. Els últims dos alts forns que utilitzaven carbó, de l'era preindustrial, es van tancar el 1868. Els nous forns van ser establerts a Dommeldange i la zona minera. La producció de ferro colat es va duplicar en quatre anys, passant de 93.000 tones el 1868 a 185.000 el 1872. L'extracció de ferro va augmentar de 722.000 tones a 1 milió de tones el 1871. Tanmateix, solament un terç del mineral de ferro que s'extreia, es processava al país, i la resta s'exportava a Alemanya i Bèlgica. La política del gabinet Servais va tenir l'objectiu de revertir això, per desviar recursos cap a la industrialització del país.
La llei de mineria del 15 de març de 1870 va declarar tots els dipòsits minerals d'una certa profunditat sota terra a ser propietat de l'Estat i, per tant, subjectes a les concessions mineres. Una altra llei de 1874 va regular la forma d'aquestes concessions, que es convertirien en una important font d'ingressos per a les finances públiques. El preu de les concessions va ser a pagar en anualitats escalonades durant molts anys, el que va permetre a les petites empreses luxemburgueses, amb una petita quantitat de capital, poder adquirir concessions. El govern també havia tingut la intenció d'introduir una clàusula que exigia que el mineral de ferro extret havia de ser processat al país (Verhüttungsklausel). Tanmateix, aquesta mesura va ser fortament rebutjada per Alemanya, ja que era contrària als principis de la Zollverein, i al final no es va imposar. Tanmateix, a través de les lleis de 1870 i 1874, el govern s'havia donat a ell mateix un poderós instrument per dirigir la industrialització del país.